# Гемерски Сад
Гемерски Сад (слч. Gemerský Sad) насељено је мјесто са административним статусом сеоске општине (слч. obec) у округу Ревуца, у Банскобистричком крају, Словачка Република.

## Становништво
| Година:    | 1994. | 2004.   | 2014.   | 2024.   |
| ---------- | ----- | ------- | ------- | ------- |
| Број људи: | 337   | 317     | 302     | 289     |
| Разлика:   |       | -5,93 % | -4,73 % | -4,30 % |

| Година:    | 2023. | 2024.   |
| ---------- | ----- | ------- |
| Број људи: | 296   | 289     |
| Разлика:   |       | -2,36 % |

Према подацима о броју становника из 2011. године насеље је имало 287 становника.